# Jardín Botánico Acuático Suigō Sawara
El Jardín Botánico Acuático Suigō Sawara, en japonés:  (水郷佐原水生植物園  Suigō Sawara Suisei-Shokubutsu-es?), es un jardín botánico que se encuentra localizado en la ciudad de Katori (Chiba), en Japón.
El jardín cuenta con una gran variedad de plantas acuáticas, y depende administrativamente de la municipalidad de Katori. Anteriormente dependía el jardín botánico de la municipalidad de  Sawara (Chiba), pero la ciudad se fusionó con otras localidades y adquirió la fusión el nombre de Katori.

## Localización
Se encuentra ubicado en la parte este del  Parque Cuasi Nacional Suigō-Tsukuba.
Suigō Sawara Suisei-Shokubutsu-es Katori-shi, Chiba-ken, Honshu-jima Japón. 
Planos y vistas satelitales.35°55′40.73″N 140°31′27.70″E / 35.9279806, 140.5243611
Se abre diariamente excepto los lunes; se cobra una tarifa de entrada.

## Historia
El jardín botánico fue abierto al público en 1969.

## Colecciones
Este jardín botánico es muy conocido en Japón por sus colecciones, de iris de 350 variedades, y más de 300 variedades de lotus, con un total de unos 1.5 millones de especímenes.
La mejor época de ver la floración de iris en junio y de lotos en agosto.

## Galería

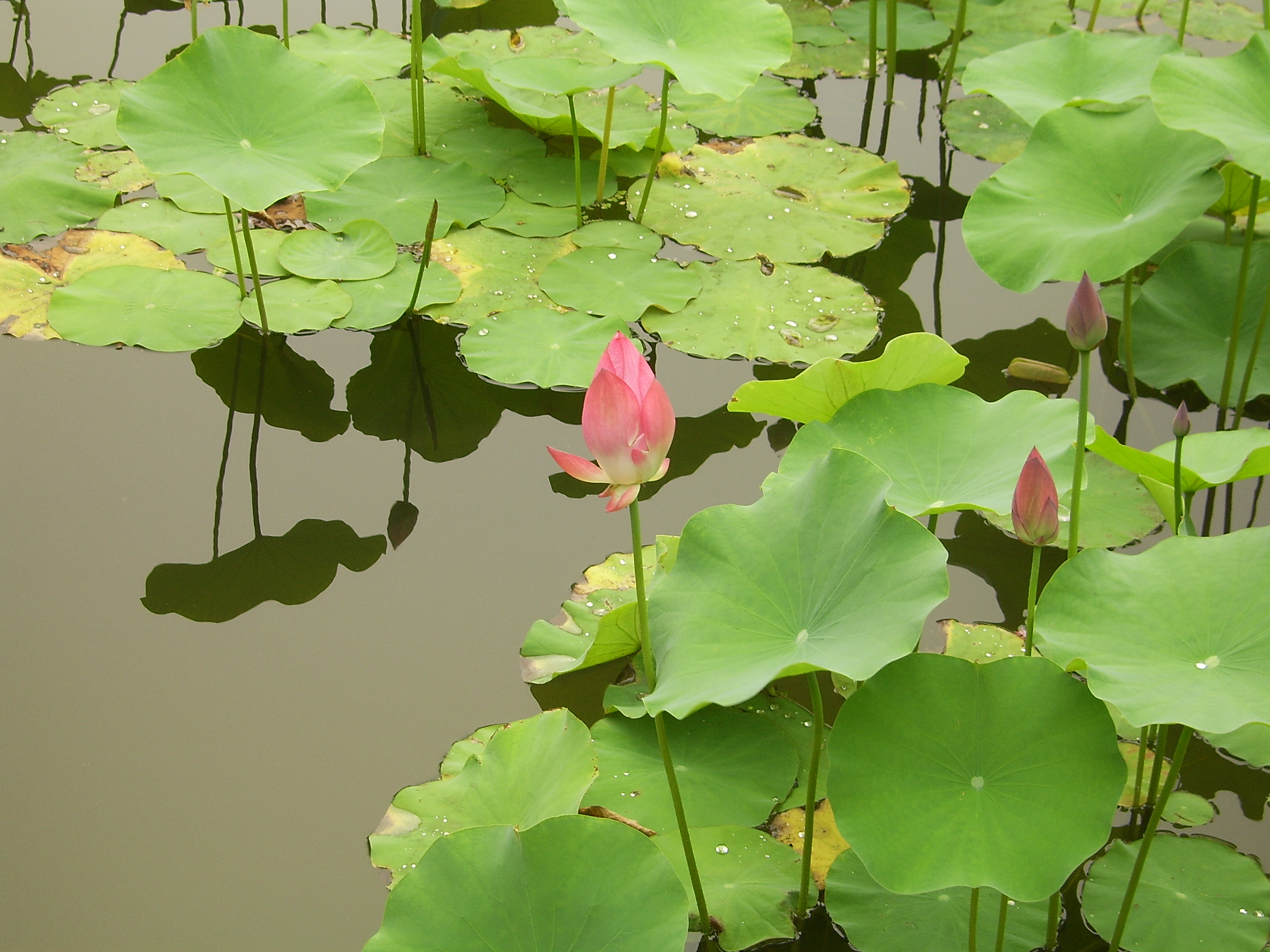
Nelumbo nucifera.
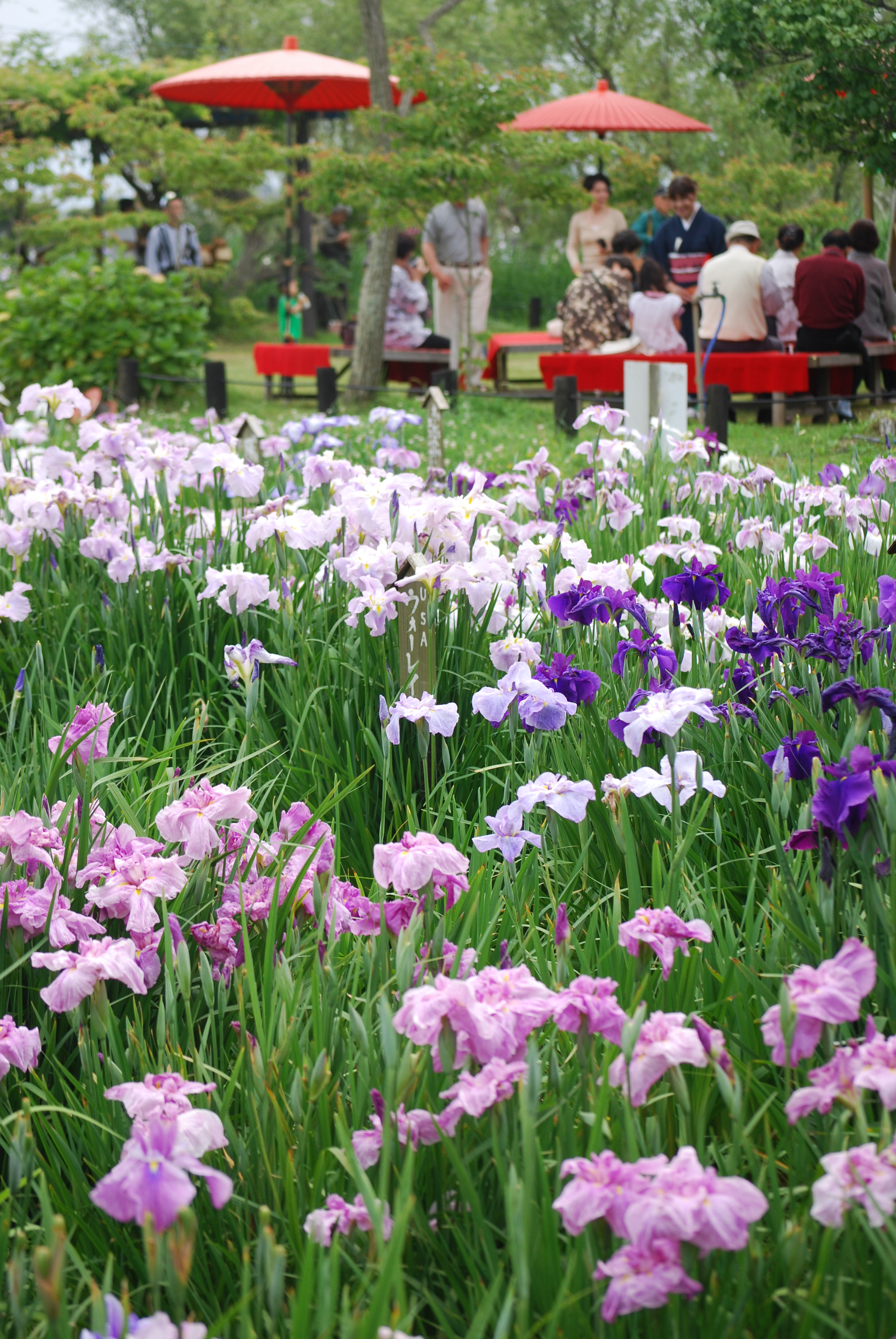
Jardín Botánico Acuático Suigō Sawara.
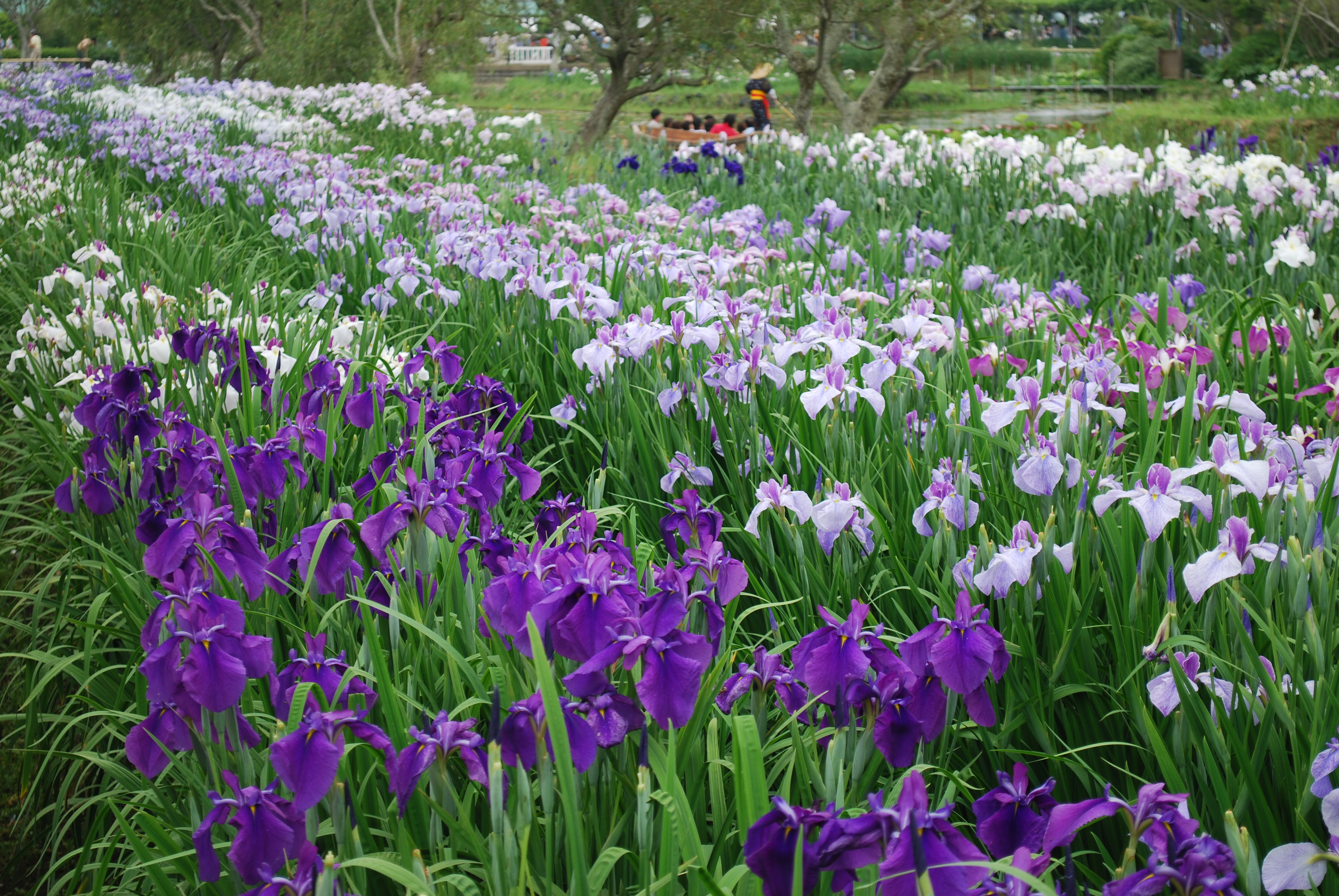
Jardín Botánico Acuático Suigō Sawara.